# Tarleton Falls
Die Tarleton Falls sind ein Wasserfall bislang nicht ermittelter Fallhöhe im Westland District in der Region West Coast auf der Südinsel Neuseelands. Südwestlich des 569 m hohen Mount Camelback liegt er im Lauf des Falls Creek, der unweit hinter dem Wasserfall in nordöstlicher Fließrichtung in den Hokitika River mündet.